# Tehenu
Tehenu és el nom d'una tribu líbia cap al 2000 aC. Quan, el 1962 aC, el faraó egipci va fer una expedició contra els libis, aquests estaven dividits en dues tribus, els tehenu i els temehu. Aquests últims van ser els destinataris de l'expedició.
Per la seva localització, hom ha proposat que es tracti de la mateixa tribu que els adirmàquides citats per Heròdot (IV 168).